# Sistema ciberfísic
Un sistema ciberfísic (CPS, de l'anglès cyberphysical system) és un sistema informàtic en el qual un mecanisme està controlat o monitoritzat per un ordinador mitjançant l'ús d'algorismes. En aquests, els components físics i de programari estan profundament entrellaçats, de manera que són capaços d'operar en diferents escales espacials i temporals ja que presenten múltiples modalitats de comportament que interaccionen de manera que canvien segons el context. Alguns exemples de CPS són les xarxes intel·ligents, els automòbils autònoms, el seguiment o monitoratge en medicina, els sistemes de control industrial o els sistemes de robòtica i aviònica amb pilot automàtic.
Els sistemes ciberfísics impliquen enfocaments transdisciplinaris que fusionen la teoria de la cibernètica, la mecatrònica, el disseny, la visió artificial i la ciència dels processos. El control de processos es denomina, sovint, sistemes incrustats. En aquests, l'èmfasi tendeix a trobar-se més en els elements computacionals i menys en un intens vincle entre els elements computacionals i físics. Els sistemes ciberfísics són similars a l'Internet de les coses (IoT), compartint la mateixa arquitectura bàsica però presenten una combinació i coordinació més alta entre elements físics i computacionals.
Els precursors dels sistemes ciberfísics es poden trobar en àrees tan diverses com l'aeroespacial, l'automoció, els processos químics, les infraestructures civils, l'energia, la salut, la fabricació, el transport, l'entreteniment i els electrodomèstics.

## Visió general
A diferència dels sistemes incrustats més tradicionals, un CPS complet es dissenya normalment com una xarxa d'elements interactius amb entrada i sortida física en lloc de ser dispositius independents. La noció està estretament lligada a conceptes de robòtica i xarxes de sensors amb mecanismes d'intel·ligència propis de la intel·ligència computacional que lideren el camí. Els progressos en ciència i enginyeria milloren el vincle entre els elements computacionals i físics mitjançant mecanismes intel·ligents, augmentant l'adaptabilitat, l'autonomia, l'eficiència, la funcionalitat, la fiabilitat, la seguretat i la usabilitat dels sistemes ciberfísics. Això ampliarà el potencial d'aquests en diverses direccions, incloent: intervenció (per exemple, evitar col·lisions); precisió (per exemple, cirurgia robòtica i fabricació a nivell nano); operació en entorns perillosos o inaccessibles (per exemple, cerca i rescat, extinció d'incendis i exploració d'aigües profundes); coordinació (per exemple, control del trànsit aeri, lluita bèl·lica); eficiència (per exemple, edificis amb energia nul·la); i augment de les capacitats humanes (per exemple, en la supervisió i el lliurament de la salut).
A més, aquests permeten adoptar una major capacitat d'interconnexió, adaptabilitat, seguretat i major velocitat d'intercanvi d'informació, cosa que pot ajudar en millorar la competitivitat de les empreses.

## Disseny
Un repte en el desenvolupament de sistemes incrustats i ciberfísics són les grans diferències en la pràctica del disseny entre les diverses disciplines d'enginyeria implicades, com ara el programari i l'enginyeria mecànica. A més, avui dia, no hi ha cap "llenguatge" en termes pràctics sobre disseny que sigui comú a totes les disciplines implicades en els sistemes ciberfísics. Avui en dia, en un mercat on se suposa que la innovació ràpida és essencial, els enginyers de totes les disciplines han de ser capaços d'explorar dissenys de sistemes de manera col·laborativa, assignant responsabilitats a elements físics i de programari i analitzant les compensacions entre ells. Els avenços recents mostren que l'acoblament de disciplines mitjançant la simulació conjunta permetrà que les disciplines cooperin sense aplicar noves eines o mètodes de disseny. Resultats del projecte MODELISAREl demostra que aquest enfocament és viable proposant un nou estàndard per a la simulació conjunta en forma d'interfície de maqueta funcional.

## Aplicacions
- Programari: els sistemes ciberfísics afectaran directament a aquest però per millorar-lo. S'aconseguiran programes amb major intel·ligència, dinàmica i flexibilitat gràcies a l'optimització dels processos.
- Núvol i serveis cloud: els aportarà una dimensió més important degut a que es permetrà executar sistemes de computació ubics amb major adaptació.
- Els serveis basats en el programari dispoasaran de més capacitats d'infraestructura i generaran aplicacions i productes de majors prestacions que les actuals.
- Big Data: major importància gràcies a la major inteconnexió de dispositius. Cada vegada les dades es podran distribuir i processar a major velocitat, en major quantitat i amb més seguretat.

Els sistemes ciberfísics tindran un impacte directe en les empreses ja que es podrà disposar d'un intercanvi d'informació més ràpid i una capacitat d'adaptació més alta. Això podria donar-los cert avantatge competitiu. Serà un recolzament tan per empreses grans, multinacionals i pimes.

## Sistemes ciberfísics mòbils
Els sistemes mòbils ciberfísics, en què el sistema físic, objecte d'estudi, té una mobilitat inherent, són una important subcategoria de sistemes ciberfísics. Alguns exemples de sistemes físics mòbils inclouen la robòtica i l'electrònica transportada per humans o animals. L'augment de la popularitat dels telèfons intel·ligents ha augmentat l'interès en l'àmbit dels sistemes ciberfísics mòbils. Les plataformes per a telèfons intel·ligents fan sistemes ciberfísics mòbils ideals per diversos motius, com ara:
- Recursos computacionals significatius, com ara, capacitat de processament o emmagatzematge local.
- Múltiples dispositius sensorials d'entrada o sortida, com ara, pantalles tàctils, càmeres, micròfons, sensors de llum, xips GPS, altaveus i sensors de proximitat.
- Múltiples mecanismes de comunicació que serveixen per a interconnectar dispositius amb Internet o altres dispositius.. Per exemple: WiFi, EDGE, 4G, Bluetooth...
- Llenguatges de programació d'alt nivell que permeten el desenvolupament ràpid de programari de node CPS mòbil, com ara Java, C # o JavaScript.[12]
- Mecanismes de distribució d'aplicacions fàcilment disponibles, com ara Google Play Store o Apple App Store.
- Manteniment de l'usuari final, inclosa la recàrrega freqüent de la bateria.

Per a les tasques que requereixen més recursos dels disponibles localment, un mecanisme comú per a la implementació ràpida de nodes de sistemes ciberfísics mòbils basats en telèfons intel·ligents utilitza la connectivitat de xarxa per enllaçar el sistema mòbil amb un entorn d'un servidor o un núvol, cosa que permet tasques de processament complexes que resultarien impossibles sota restriccions de recursos locals.
Exemples de sistemes ciberfísics mòbils són: aplicacions per detectar accidents de trànsit, assegurances telemàtiques, mesurar el trànsit, monitotitzar els pacients amb problemes cardíacs, rastrejar i analitzar les emissions de CO ₂ i proporcionar serveis de sensibilització situacional als primers auxili.

## Importància
La National Science Foundation (NSF) dels Estats Units ha identificat els sistemes ciberfísics com una àrea clau de recerca. A partir de finals del 2006, la NSF i altres agències federals dels Estats Units van patrocinar diversos tallers sobre sistemes ciberfísics.

## Exemples
Les aplicacions habituals de sistemes ciberfísics solen pertànyer a sistemes autònoms habilitats per a la comunicació basats en sensors. Per exemple, moltes xarxes de sensors sense fils monitoritzen algun aspecte de l'entorn i transmeten la informació processada a un node central. Altres tipus de sistemes ciberfísics, ja comentats anteriorment, inclouen xarxes intel·ligents, sistemes d'automòbils autònoms, control mèdic, sistemes de control de processos, robòtica distribuïda i aviònica amb pilot automàtic. .
Un exemple real d'aquest sistema és el Jardí de Robots Distribuïts del MIT, en què un equip de robots cuiden un jardí de plantes de tomàquet. Aquest sistema utilitza detecció distribuïda (cada planta està equipada amb un node sensor que supervisa el seu estat), navegació, manipulació i xarxes sense fils.
Es pot trobar un focus en els aspectes del sistema de control de CPS que impregnen la infraestructura crítica en els esforços del Laboratori Nacional Idaho i dels col·laboradors que investiguen sistemes de control resistents. Aquest esforç adopta un enfocament holístic del disseny de la pròxima generació i considera els aspectes de resiliència que no estan ben quantificats, com ara la ciberseguretat,  la interacció humana i les complexes interdependències.
Un altre exemple és el projecte en curs CarTel del MIT, on treballa una flota de taxis recopilant informació de trànsit en temps real a la zona de Boston. Juntament amb les dades històriques, aquesta informació s'utilitza per calcular les rutes més ràpides per a una hora determinada del dia.
Els sistemes ciberfísics són també utilitzats en xarxes elèctriques per realitzar un control avançat, especialment en el context de les xarxes intel·ligents per millorar la integració de la generació renovable distribuïda. Cal un esquema especial d'acció correctora per limitar els fluxos actuals a la xarxa quan la generació de parcs eòlics és massa elevada. Els CPS distribuïts són una solució clau per a aquest tipus de problemes.
En el camp de la indústria, els sistemes ciberfísics potenciats per les tecnologies del núvol han donat lloc a nous enfocaments que van obrir el camí cap a la indústria 4.0 com el projecte IMC-AESOP de la Comissió Europea amb socis com Schneider Electric, SAP, Honeywell, Microsoft, etc.
En el sector empresarial, podríem destacar el cas de l'empresa líder mundial en innovació de màquina-eina, DMG Dori, en la qual, gràcies als sistemes ciberfísics, els dispositius o eines d'ús industrial fabricats compten amb un estalvi del 30% en els temps de funcionament i del 50% en temps i esforç per a calcular els valors tecnològics o la recerca d'informació. En el cas espanyol, podríem parlar de l'empresa de Navarra Kunak, que aplica sistemes ciberfísics mitjançant sensors que els mateixos fabriquen i comercialitzen i permeten dotar d'intel·ligència les instal·lacions i els processos industrials, millorant el control i la productivitat d'ells mateixos. Una altra empresa seria Embeblue, que dissenya, crea i fabrica dispositius electrònics molt compactes, econòmics i amb un consum baix d'energia però amb uns sensors especialitzats juntament amb protocols de comunicació avançats, cosa que permet el seu ús en diverses àrees com la telemedicina, gestió de magatzems, etc.